# Picrasma crenata
Picrasma crenata är en bittervedsväxtart som först beskrevs av Vell., och fick sitt nu gällande namn av Adolf Engler. Picrasma crenata ingår i släktet Picrasma och familjen bittervedsväxter. Inga underarter finns listade i Catalogue of Life.